# Kakortokit
Kakortokit ist ein seltenes, alkalisches, magmatisches Gestein, das zu den Nephelinsyeniten gerechnet wird.

## Etymologie

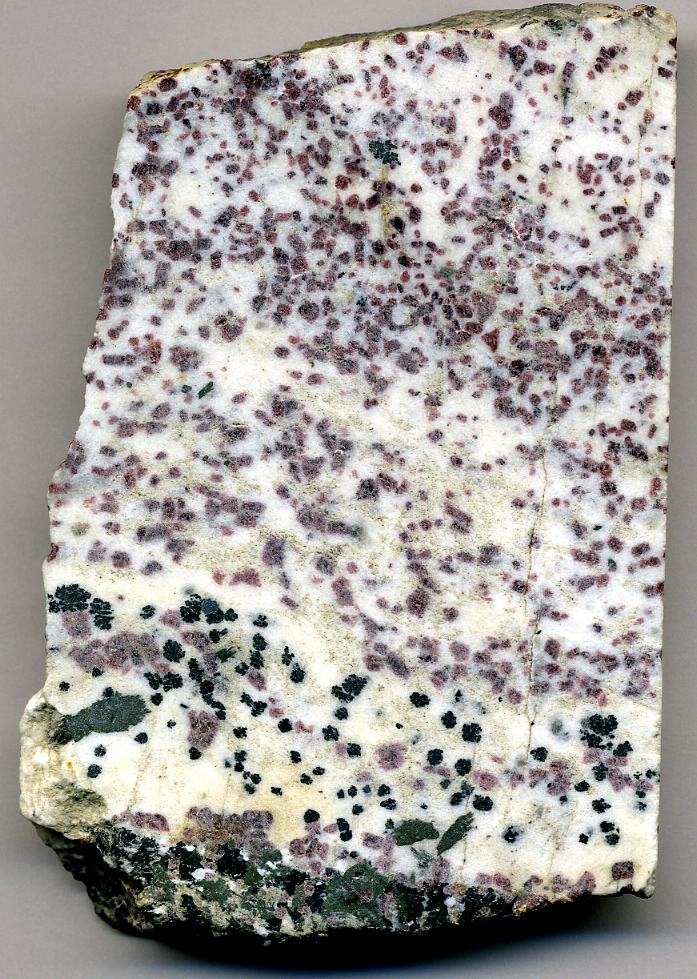
Kakortokit aus dem Ilimmaasaq-Komplex

Der Name Kakortokit (Englisch kakortokite) leitet sich vom Namen der grönländischen Stadt Qaqortoq (nach alter Rechtschreibung K'aĸortoĸ) ab. Der grönländische Name der Stadt bedeutet übersetzt „der (die, das) Weiße“ bzw.  „das Weißsein“ oder als Eigenschaft „weißlich, blass“. Qaqortoq setzt sich zusammen aus qaqorpoq und der Nachsilbe -toq. Qaqorpoq leitet sich seinerseits ab aus dem Proto-Eskimo *qakǝru- mit der Bedeutung „weiß machen“ aber auch „Morgengrauen“ bzw. sodann aus dem Proto-Inuit  *qaku-ʁ- mit der Bedeutung „weißes Ding“ oder „weiß machen“. Die Nachsilbe -toq steht für „wer (etwas tut)“. Qaqortoq kann somit als «Wer weiß (oder blass) wird» wiedergegeben werden.

## Typlokalität und Vorkommen
Die Typlokalität des Kakortokits ist aber nicht Qaqortoq, sondern liegt in der Südhälfte des Ilimmaasaq-Komplexes am Berg Killavaat Alannguat (Kringlerne) südlich des Fjords Kangerluarsuk.
Kakortokite sind bisher nur von der Typlokalität bekannt.

## Geschichtliches
Kakortokit wurde erstmals zusammen mit den anderen Nephelinsyeniten des Komplexes von Niels Viggo  Ussing  im Jahr 1894 beschrieben.

## Definition
Roger Walter Le Maitre definiert Kakortokit als Lokalvarietät eines agpaitischen Nephelinsyenits, der ein deutliches Kumulatgefüge und magmatische Lagerung aufweist, bei gleichzeitiger rhythmischer Wiederholung von alkalifeldspat-, eudialyt- und arfvedsonitreichen Lagen.
Kakortokit erscheint im QAPF-Diagramm im Feld 11 des Foidsyenits.

## Geologie
Der Kakortokit der Typlokalität  ist eine insgesamt 285 Meter mächtige, makrorhythmische, nephelinsyenitische Gesteinsserie. Sie stellt die Bodenlage der Magmenkammer des Ilimmaasaq-Komplexes dar. Der Kakortokit hatte sich als letzte der vier Schmelzphasen im Komplex gebildet.
Die Kakortokite an der Typlokalität können in drei Einheiten untergliedert werden (vom Hangenden zum Liegenden):
- transitionelle lagige Kakortokite – 40 Meter
- nur mäßig lagige Kakortokite – 35 Meter
- untere lagige Kakortokite – 210 Meter.

Über den Kakortokiten folgen sodann rund 400 Meter mächtige Lujavrite (Aegirin-Lujavrit I).

### Untere lagige Kakortokite

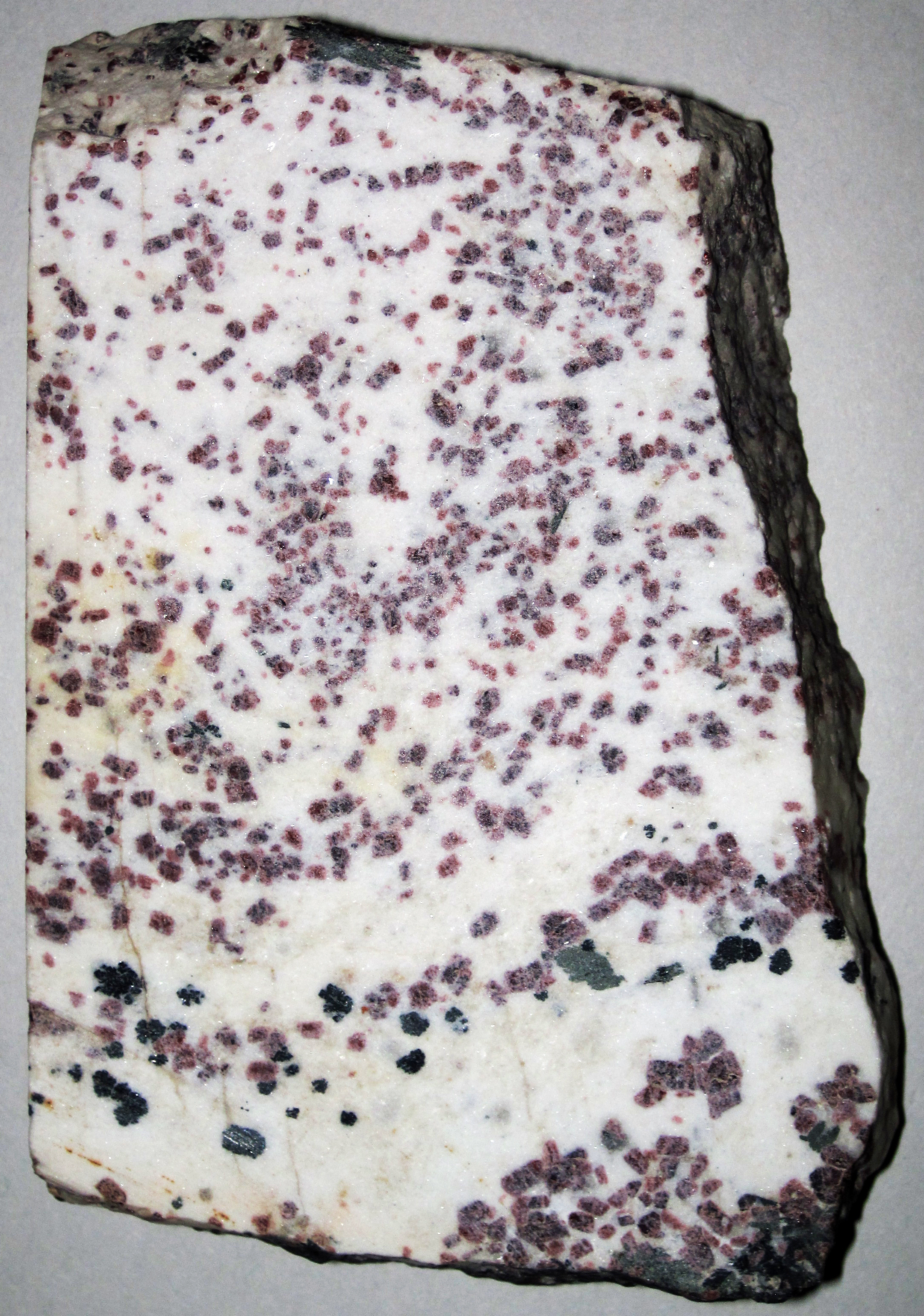
Kakortokit vom Fjord Kangerluarsuk

Am bedeutendsten sind die 210 Meter mächtigen Unteren lagigen Kakortokite des Liegenden (engl. Lower Layered Kakortokites oder abgekürzt LLK). Sie bilden den Boden der Magmenkammer und liegen ihrerseits auf feinkörnigen Syeniten mit tehphri-phonolitischer Zusammensetzung.
Sie bestehen vorwiegend aus Alkalifeldspat, Nephelin, Arfvedsonit und Eudialyt sowie untergeordnet aus Sodalith, Aegirin und Aenigmatit zusammen mit Fluorit, Rinkit, Löllingit, Pyrrhotin, Galenit (Bleiglanz), Sphalerit (Zinkblende) sowie gediegen Zinn, Blei und anderen Akzessorien. Ihre Lagen werden durch durchschnittlich 8 bis 13  Meter dicke, sich wiederholende Schichtkörper definiert, wobei auch durchaus deutliche Mächtigkeitsänderungen vorkommen können.
Die meisten der insgesamt 29 Schichtkörper sind wiederum aus drei Lagen zusammengesetzt: einer rund 1,5 Meter dicken, schwarzen Lage im Liegenden (stellt mehr als 45 % der Abfolge), die reich an schwarzen Amphibolen (Arfvedsonit) ist, und der in vielen Fällen (aber nicht immer) eine etwa 1 Meter dicke, rote Eudialytlage folgt (bis mehr als 25 %). Die obere, rund 10 Meter dicke Lage, ist weiß und reich an Alkalifeldspat und Nephelin (45 %). Sie ist generell wesentlich dicker als die schwarze und rote Lage zusammen genommen. Innerhalb einer Dreierlagenfolge sind die Schichtgrenzenübergänge graduell, wohingegen die Übergänge zwischen den Dreierlagen oft scharf (aber nicht immer) erfolgen. Die Einzellagen bewahren im Allgemeinen ihre Dicke. In den meisten Fällen besitzen die Schichtkörper alle drei Lagen, dies gilt jedoch nicht für alle. Schwarze Lagen haben einen abrupten Kontakt mit darunterliegenden weißen Lagen, gehen jedoch typischerweise recht graduell in die roten Lagen über.
Im Allgemeinen fallen die Schichtkörper mit 10 bis 20° zum Intrusionszentrum hin ein. An den Rändern erfolgt jedoch eine Versteilung bis auf 50°, so dass eine schüsselförmige Geometrie resultiert.
Die spezielle Lage (+3) beispielsweise enthält mehrere hundert Meter große Einschlüsse von älteren Gesteinstypen wie beispielsweise Augitsyenit, Naujait und Sodalithfoyait. Es wird vermutet, dass diese Blöcke durch einen Dacheinsturz der Magmenkammer in den Kakortokit hineingesunken waren. Die jetzt darüberliegenden Kakortokite umfließen die Autolithen – darunter wird hingegen die Schichtung zusammengepresst. Andere sedimentär-magmatische Strukturen – z. B. Trogbänderung und Strömungsschichtung – bleiben auf den Intrusionsrand beschränkt oder treten in unmittelbarer Nähe der Autolithen auf.

#### Schwarze Kakortokite
Schwarze Kakortokite sind foliiert. Sie enthalten im Modus 50 bis 60 % Arfvedsonit und zirka 10 % primäres Aegirin. Beide Minerale treten sowohl als idiomorphe Kumulatskristalle als auch als 1 bis 3 Millimeter große  Interstitialkörner auf. Manche Arfvedsonitkristalle führen kleine, unter 0,2 Millimeter große Einschlüsse von Fluorit und Apatit. Der im Modus 20 bis 35 % aufweisende Feldspat ist ein tafelförmiger, grob entmischter  Perthit von 0,5 bis 1,5 Millimeter Breite und bis zu 5 Millimeter Länge. Er besitzt alkalifeldspatreiche Kernbereiche mit Albiträndern. Albit kann auch als unregelmäßige Flecken erscheinen. Die Feldspäte definieren zusammen mit den Amphibolen eine magmatische Lineation, die zu den Schichtgrenzen parallel verläuft (ihre Längsachsen sind ausgerichtet). Nephelin ist im Modus mit 5 bis 15 % vertreten und bildet gefangen zwischen den Feldspatleisten fleckige, gleichgroße Körner von 0,5 bis 1 Millimeter. Eingeschlossen im Nephelin finden sich Arfvedsonit, Aegirinnadeln und andere Phasen.  Diese werden stellenweise von Zeolithen (vorwiegend Analcim und Natrolith) ersetzt. Eudialyt ist mit 5 bis 15 % im Modus im schwarzen Kakortokit untergeordnet vorhanden, er bildet 0,5 bis 2 Millimeter große, idiomorphe Kristalle. Auch Eudyialit kann örtlich von Katapleit (ein wasserhaltiges Na-Zr-Silikat), Aegirin, Analcim, Nacareniobsit (Nacareniobsit-Ce) und anderen Niobphasen sowie Seltenen Erden-Phasen ersetzt werden. Sodalith und Fluorit treten untergeordnet interstitiell auf.

#### Rote Kakortokite
Die roten Kakortokite haben ein zuckerartiges Gefüge mit modal rund 40 % isomorphem Eudialyt, 15 bis 20 % hypidomorphem bis isomorphen Nephelin und zirka 5 % verstreutem, hypidiomorphen Sodalith mit über 5 Millimeter Korngröße im Modus. Die Alkalifeldspatleisten machen modal 15 bis 20 % aus. Sie sind zwischen 1 und drei Millimeter lang und somit gedrungener als im schwarzen oder weißen Kakortokit. Arfvedsonit (modal 10 bis 15 %) und Aegirin (modal zirka 5 bis 10 %) treten als interstitielle Phasen auf und überwachsen oft Eudialyt, Nephelin und manchmal auch Sodalith poikilitisch. Akzessorien sind Fluorit und Rinkit, wobei Rinkit entweder interstitiell oder als Cluster idiomorpher, lang-prismatischer Kristalle ausgebildet ist.

#### Weiße Kakortokite
Die weißen Kakortokite sind grobkörniger und besitzen ein typisches foliiertes, laminiertes Gefüge (auch bei ihnen sind die Alkalifeldspatlängsachsen parallel zu den Schichtgrenzen ausgerichtet, jedoch nicht so deutlich wie bei den schwarzen Kakortokiten). Modal vorhanden sind 35 bis 45 % Alkalifeldspatleisten, 20 bis 30 % hypidiomorphe bis idiomorphe Nephelinkristalle, 5 bis 15 % idiomorphe Eudialyte und 5 bis 10 % Sodalith. Die bis zu 6 Millimeter langen Feldspatleisten bilden ein ineinandergreifendes Gefüge. Wie schon in den roten Kakortokiten sind Arfvedsonit (modal 10 %) und Aegirin (modal 10 %) typische Zwickelbildner. Fluorit und Rinkit sind etwas häufiger (um bis zu 5 %) als in den schwarzen und roten Lagen. Arfvedsonit wird teilweise durch sekundären Aegirin (aeg-II) verdrängt und enthält punktuell kleine (>20 µm), angerundete Einschlüsse von Fluorit und Fluorapatit. Eudialytkörner werden wie gewöhnlich teilweise bis vollständig von Aggregaten aus Katapleit, Aegirin, Nacareniobsit und anderen Mineralen ersetzt. Feldspäte und Feldspatvertreter zeigen an ihren Rändern Verdrängungen durch Zeolithe. Weiße Kakortokite können an ihrer Basis auch  poikilitisch auftreten (mit Wirtskristallen von Arfvedsonit, die idiomorphen Alkalifeldspat und Nephelin umschließen), wobei sich das poikilitische Gefüge ins Hangende verliert.

### Mäßig lagige Kakortokite
Im Hangenden der unteren lagigen Kakortokite folgen die mäßig lagigen Kakortokite (engl. Slightly Layered Kakortokites oder abgekürzt SLK). Sie werden 35 Meter mächtig. Diese fein- bis mittelkörnigen Gesteine (Korngröße 1 bis 5 Millimeter) mit nadeligen mafischen Mineralen sind so gut wie ungeschichtet und erscheinen als graue Kakortokite, die stellenweise nur undeutlich erkennbare schwarze und rote Lagen aufweisen. Auch sie enthalten sehr seltene kleine Naujaitreste. Ihre geochemische Zusammensetzung dürfte der Zusammensetzung eines durchschnittlichen Kakortokiten im Wesentlichen entsprechen.
Örtlich können die mäßig lagigen Kakortokite Wellen- oder Flaserstrukturen an den Tag legen, wobei zwischen den Schichtlagen Winkeldiskordanzen auftreten. Derartige Strukturen ähneln sehr stark Strukturen in Sedimentgesteinen und bedürfen sehr wahrscheinlich einer Strömungstätigkeit innerhalb der Magmenkammer. In den unteren lagigen Kakortokiten treten derartige Strukturen nicht auf, wohl aber wie bereits erwähnt Kakortokite mit Trogbänderung.

### Transitionelle lagige Kakortokite
Über die mäßig lagigen Kakortokite folgen die transitionellen lagigen Kakortokite (engl. Transitional Layered Kakortokites oder abgekürzt TLK). Sie sind 40 Meter mächtig und werden durch eine vermutete Verwerfung von den SLK abgetrennt. In ihnen treten Autolithen von Augitsyenit und kleine Naujaitreste auf. Sie stellen in gewisser Weise eine Rückkehr zu den Schwarz-Rot-Weiß-Lagen der unteren lagigen Kakortokite dar, sind aber wesentlich undeutlicher und weniger systematisch.
Ihre Korngröße nimmt gegen das Hangende ab und ihre mafischen Minerale sind nadelförmig und schwach ausgerichtet. Im transitionellen lagigen Kakortokit erscheinen die schwarz-rot-weißen Lagen erneut und wurden mit F bis A ins Hangende bezeichnet. Demina (1979) beschreibt 9 eudialytreiche Lagen in den TTL und benannte sie A bis I, ausgehend in absteigender Reihenfolge von der überlagernden Lujavritgrenze. Die zusätzlichen drei Lagen befinden sich im Liegenden des Profils – die Lagen A bis E sind jedoch identisch.
Schønwandt und Kollegen (2016) gehen davon aus, dass die eudialytreichen Lagen in den obersten TTL teilweise Naujait-Autolithen darstellen – sodalithreiche Eudialyt-Nephelinsyenite, die sich sehr wahrscheinlich vom Dach der Magmenkammer gelöst hatten und sodann metasomatisch überprägt und vom Kakortokit assimiliert wurden. Mehrere petrographische Indizien (beispielsweise poikilitische Struktur, Korngröße und Feldspatpetrographie) sowie die Geochemie des Eudialyts und der Amphibole sprechen für die Annahme eines Naujaitvorgängers in den Lagen A bis D.
Der Zerfall und der Ersatz des Sodaliths dürfte hierbei lokal  die Konzentrationen von Chlor und Natrium erhöht haben – was seinerseits wiederum die Ausfällung von Eudialyt katalysierte. Insbesondere wurden die obersten vier eudialytreichen Horizonte wahrscheinlich von sehr starken metasomatischen Prozessen (beruhend auf der Einwirkung der kakortokitischen Schmelze auf die Minerale der eingesunkenen Naujalitkörper) beeinflusst – und waren nicht einfach nur das Ergebnis einer konventionellen, magmatischen Kumulatbildung, wie sie für die restlichen unterlagernden Kakortokite angenommen wird.

### Randzone
Die Kakortokite werden von einer Randzone (manchmal auch als Randpegmatit bezeichnet) umgeben. Hierbei handelt es sich um einen massiven, ungeschichteten, agpaitischen Nephelinsyenit, der dieselben Minerale wie die lagigen Kakortokite aufweist. Die Randzone besteht aus einer Mixtur aus unterschiedlichen eudialytischen Gesteinen. Sie sind mittel- bis grobkörnig, von massivem Habitus, zeigen unterschiedliche Gefüge und enthalten überdies Eudialyt-führende Pegmatite.
Die Innenseite der Randzone in Richtung Kakortokite ist über 5 bis 10 Meter von fließender Natur, wobei die Lagennatur immer mehr verblasst und schließlich ganz in ein massives agpaitisches Gestein übergeht. Die Außenseite der Randzone in Richtung randlichem Augitsyenit steht praktisch senkrecht, der Kontakt ist scharf und nicht abgeschreckt. Gelegentlich bilden die Randzonengesteine auch Apophysen im Augitsyenit. Eudialytarme Pegmatite durchschlagen die kakortokitähnlichen Gesteine der Randzone und legen sich nahe an den Augitsyenit als mehr oder weniger senkrechter Schwarm. Sie gehen mit hydrothermalen Alterationen einher. Wie es scheint sind die eudialytarmen Pegmatite die jüngsten Gesteinsglieder der Randzone.

## Geochemie

### Hauptelemente
Die folgenden geochemischen Analysen der Hauptelemente überdecken einen Durchschnitts-Kakortokit sowie die schwarzen, roten und weißen Kakortokite.
| Oxid Gew. % | Durchschnitts-Kakortokit | schwarzer Kakortokit | roter Kakortokit | weißer Kakortokit |
| ----------- | ------------------------ | -------------------- | ---------------- | ----------------- |
| SiO2        | 51,83                    | 49,93                | 50,83            | 52,22             |
| TiO2        | 0,29                     | 0,40                 | 0,28             | 0,28              |
| Al2O3       | 15,97                    | 10,91                | 10,91            | 17,24             |
| Fe2O3       | 6,15                     | 8,92                 | 4,64             | 5,89              |
| FeO         | 4,90                     | 10,98                | 6,86             | 3,79              |
| MnO         | 0,29                     | 0,54                 | 0,59             | 0,22              |
| MgO         | 0,25                     | 0,40                 | 0,22             | 0,23              |
| CaO         | 2,01                     | 1,98                 | 4,21             | 1,80              |
| Na2O        | 10,40                    | 8,85                 | 10,66            | 10,60             |
| K2O         | 4,10                     | 2,98                 | 3,02             | 4,38              |
| P2O5        | 0,03                     | 0,06                 | 0,04             | 0,02              |
| H2O−        | –                        | –                    | –                | –                 |
| H2O+        | 2,22 tot                 | 2,78 tot             | 2,22 tot         | 2,14              |
| Al/K+Na     | 0,57                     | 0,61                 | 0,52             | 0,78              |
| Al/K+Na+Ca  | 0,49                     | 0,51                 | 0,38             | 0,68              |

Die Kakortokite sind alle peralkalisch (mit Al/K+Na < 1). Der SiO2-Gehalt schwankt zwischen 50 und 52,2 Gewichtsprozent und ist somit mafisch bis schwach intermediär. Der Al2O3-Gehalt erreicht im weißen Kakortokit einen recht hohen Wert von 17,24 Gewichtsprozent. Sämtliche Gesteine sind natriumbetont mit einem Na/K-Verhältnis von 2,49.

### Spurenelemente
Bei den Spurenelementen sticht sofort der extrem hohe Gehalt an Zirconium ins Auge, der in den roten Lagen bis zu 17.400 ppm erreichen kann. Recht hohe Konzentrationen besitzen auch Niob (bis zu 593 ppm) und Lanthan (bis zu 613 ppm). Strontium erreicht 246 ppm, Barium 226 ppm, Rubidium 220 ppm, Lithium 164 ppm und Beryllium 31 ppm.
Der sehr hohe Gehalt an Zirconium spiegelt sich in einem sehr niedrigen Ti/Zr-Verhältnis von 0,11, vergleichbar auch der Niob-Gehalt mit einem recht niedrigen Ti/Nb-Verhältnis von 2,8.

## Petrogenese
Der genaue Ursprung der rhythmischen Lagerung bleibt nach wie vor umstritten. Mehrere Modellvorstellungen sind im Umlauf, darunter Dichtetrennung durch gravitatives Absinken, Bildung eines Mineralteppichs, Kristallbreiprozesse (engl. mush processes) innerhalb einer aufsteigenden Kristallisationsfront und zyklische Kristallnukleation, die von einer periodisch auftretenden Entgasung oder von einer wiederholten Schmelzzufuhr bewirkt wurde. Sämtliche Modellvorstellungen sind sich aber darin einig, dass die schwarz-rot-weiß-gebänderten Kakortokite in einem geschlossenen chemischen System aus einer homogenen Schmelze auskristallisierten, innerhalb einer kristallisierenden Lage jedoch einen offenen Prozess darstellten.
Emma Hunt und Kollegen (2017) schlagen ein vierstufiges Entwicklungsmodell zur Erklärung der Schwarz-Rot-Weiß-Lagerung vor, das auf einer Korngrößenverteilungsstudie  (engl. crystal size distribution oder abgekürzt CSD) beruht. Zu beachten ist hierbei, dass die Kristallisation der einzelnen Lagen immer von oben nach unten innerhalb der vollkommen ruhigen Magmakammer erfolgte:
- Ausgehend vom Hauptmagma war eine weiße Kristallbreilage gravitativ zu Boden gesunken und verfestigte sich langsam. Darüber legte sich sodann eine aus dem Stammmagma injizierte, volatilreiche Magmenlage, die als Schmelzzone in den darunter liegenden  Kristallbrei vordrang, welcher hierdurch thermisch und chemisch erodiert wurde.
- Die anfänglich sehr hohe Konzentration von Halogenen in der unteren Zone des Hauptmagmas verhinderte bis auf Arfvedsonit die Nukleation sämtlicher Mineralphasen. Entstehung der schwarzen Lage.
- Durch eine Abnahme der hohen Halogenkonzentration konnte sodann auch  Eudialyt kristallisieren. Entstehung der roten Lage.
- Nachdem die Halogenkonzentration auf ihren niedrigsten Wert abgesunken war, kam es zu einer Äquilibrierung der basal injizierten Magmenlage mit dem darüber liegenden Stammmagma, so dass schließlich auch weißer Kakortokit entstehen konnte.

Demzufolge bildeten sich die schwarzen und roten Lagen in situ durch Auskristallisieren entlang dem Kristall-Kristallbrei-Grenzbereich. Die weiße Lage benötigte jedoch eine Reihe von Prozessen, die in der gesamten Magmenkammer zu Gange waren, darunter eben auch gravitationelles Absinken und Auftreiben. Die primär herangewachsenen Gefüge wurden im Spätstadium noch durch eine Vergröberung des Gefüges durch Kornaufwachsungen modifiziert. Die Nukleation der einzelnen Phasen und ihr Wachstum waren von Konzentrationsschwankungen der entgasten Halogene kontrolliert worden. Dieses Modell trifft nicht nur für die am besten ausgebildete Einheit 0 zu, sondern auch für die gesamte Kakortokitabfolge. Möglicherweise besitzt es sogar Gültigkeit für andere peralkalische/agpaitische Lagenintrusionen weltweit.

## Alter
Der Kakortokit des Ilimmaasaq-Komplexes gehört zu den jüngsten Intrusionen des Gardar-Rifts. Er wurde mit 1.156,4 ± 1,4 Millionen Jahre und mit 1.160 ± 5 Millionen Jahre datiert und fällt somit ins Stenium des Mesoproterozoikums.

## Lagerstätte
Im Kakortokit der Ilimmaasaq-Intrusion befindet sich eine erstklassige Mehrfachmetall-Lagerstätte für Seltene Erden, Zirconium, Niob und Tantal – die TANBREEZ-Lagerstätte. Sie ist ein klassisches Beispiel für eine orthomagmatische Erzlagerstätte. Ihre wesentlichen Elemente sind in dem gesteinsbildenden Mineral Eudialyt enthalten. Schätzungen gehen von 4,7 Milliarden Tonnen aus – mit 1,75 % ZrO2, 0,18 % Nb2O5 und 0,6 % RE, wovon HREE 30 % ausmachen.